# Dithiotreitol
Dithiotreitol (DTT, Clelandovo činidlo) je nízkomolekulární redukční činidlo. V redukované formě DTT má lineární podobu (viz obrázek vpravo), v oxidované formě vytváří šestičlennou cyklickou molekulu (viz dále v textu). Jméno pochází z čtyřuhlíkového cukru, treózy, od které je odvozen.

## Využití

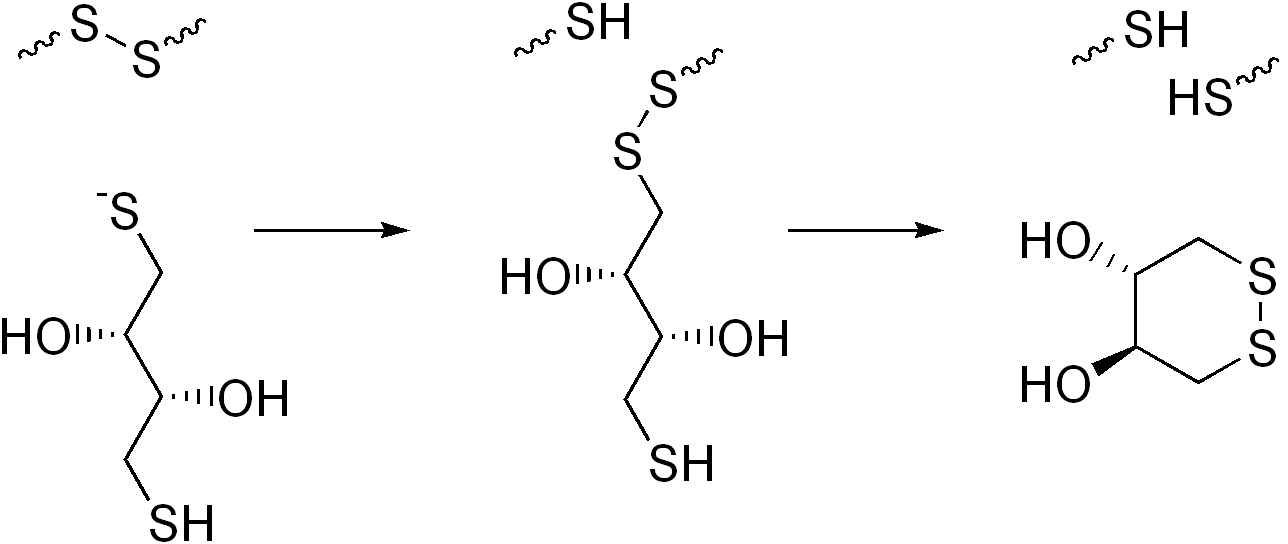
Princip redukce disulfidických můstků pomocí dithiotreitolu. Tato reakce většinou vyžaduje dvě postupné reakce.

Dithiotreitol je velmi silné redukční činidlo, při pH 7 má redoxní potenciál -0,33. Když je oxidován, tak navíc zformuje stabilní šestičlennou cyklickou molekulu. DTT může redukovat pouze v pH vyšším než 7, protože jenom negativně nabitá thiolová skupina je reaktivní. pKa thiolových skupin DTT je 9,2 a 10,1.
Redukčních schopností dithiotreitolu se používá k redukování disulfidických můstků při metodě SDS-PAGE k rozrušení vnitromolekulových i mezimolekulovách disulfidických můstků, které stabilizují terciární a kvartérní strukturu proteinů. Protože DTT není schopné rozrušit disulfidické můstky uvnitř molekuly, musí redukce probíhat v denaturujících podmínkách, například v přítomnosti SDS, močoviny nebo při vyšší teplotě. DTT se při SDS-PAGE často používá jako náhrada beta-merkaptoethanolu, protože je méně toxický a má vyšší redoxní potenciál, je ovšem méně stabilní. Redukčních vlastností se v chemii používá k udržení thiolových skupin v redukovaném stavu.